# Мелхиседек (Аверченко)
Епископ Мелхиседек (в миру Михаил Ефимович Аверченко; 11 [23] января 1875, Усохская Буда, Могилёвская губерния — не ранее октябрь 1933) — епископ Русской православной церкви, епископ Курганский.

## Биография
Михаил Аверченко родился 11 (23) января 1875 года в селе Усохская Буда Красно-Будской волости Гомельского уезда Могилёвской губернии, ныне деревня — административный центр Усохо-Будского сельсовета Добрушского района Гомельской области Республики Беларусь.
Окончил Гомельское духовное училище.
В 1897 году в Глинской пустыни был пострижен в монашество.
В 1906 году был перемещён в Троицкий Иссык-Кульский монастырь в Туркестане (ныне в селе Ак-Булун Ак-Суйского района Иссык-Кульской области Киргизской Республики).
20 июля 1906 года возведен в сан иеродиакона. 15 августа 1907 года возведён в сан иеромонаха.
В 1914—1918 годах служил в разных храмах вокруг своего монастыря.
В 1918 году вернулся в свой монастырь, где служил до его ликвидации. Затем, в 1918 году был переведен в Ташкент. Служил одновременно в Ташкенте и в поселке Черняево.
Мануил (Лемешевский) внёс иеромонаха Мелхиседека (Аверченко) в свой «Каталог русских архиерев-обновленцев 1922—1924 гг». Однако сохранившиеся документы из архивов НКВД свидетельствуют об отрицательном отношении Мелхиседека к обновленцам. Не упоминает о его пребывании в обновленчестве и Лука (Войно-Ясенецкий). Обновленческий епископ Николай Коблов, считавший себя законной властью в Туркестанской епархии, убежденный, что иеромонах Мелхисидек вредит их организации, запретил его в служении. Николай доносил на иеромонаха Мелхиседека в письме в ГПУ и НКВД за No 16119 от 22 июля 1923 г., называя его контрреволюционером и политическим преступником, а в 1924 году доносил в НКВД, что вокруг запрещенного обновленцами в священнослужении иеромонаха Мелхиседека «группируются иоаннитки, считавшие ранее антихристом Льва Толстого, а теперь Ленина и Троцкого и Власть Советскую вообще антихристовой… Все это сообщество пропагандирует тихоновщину, волнуя народ и поддерживая в нем недовольство законной как церковной, так и Советской властью».
Документально неизвестно, в каком году игумен Мелхиседек был возведён в сан архимандрита, но скорее всего, в период 1923—1925 годов.
13 июня 1925 года Епископом Андреем (Ухтомским) и епископом Нижне-Тагильским Львом (Черепановым) рукоположён во епископа Андреевского.
Вернувшись после первой ссылки в Ташкент, епископ Лука (Войно-Ясенецкий) одобрил хиротонию Мелхиседека, характеризуя его следующим образом: «Хотя еп. Мелхиседек не имеет даже среднего образования, но знающие его весьма высоко отзываются о его благочестии, верности, смирении и примерной жизни, о высоком похвальном отношении к пастырским обязанностям. Я рад был бы иметь его своим викарием».
С мая 1926 года — епископ Уразовский, епископ Воронежской епархии (Валуйский уезд Воронежской губернии).
С октября 1926 года — епископ Пишпекский и Семиреченский, викарий Туркестанской епархии.
Об этом периоде жизни епископа Мелхиседека (Аверченко) сведения весьма скудные. Известно, что в 1928 году он объехал своё викариатство (Чуйскую область), и власти, фиксируя это событие, с неудовольствием констатировали провал своей атеистической пропаганды: «В ряде селений проезжал архиерей, и всюду устраивались торжественные встречи». Существует фотография 1928 года, на которой изображен архиерей с певчими Семиречья.
С приездом архиерея в Киргизию было связано уникальное для конца 1920-х гг. событие — съезд православного «староцерковного» духовенства. Как сказано в отчете инспектора, «в селении Алексеевка попами проведен торжественный съезд попов, где установлено усиленно развивать религиозную работу среди населения».
На допросе 1933 года он рассказывал об этом времени следователю ГПУ: «Я высказал свое соображение о приглашении на Собор всех священнослужителей, находящихся в ссылках, в концлагерях и отбывающих наказание за а/с и к/р деятельность. Эту мысль меня заставили высказать те обстоятельства, что в то время большинство лучших, преданных делу православной церкви епископов и священников староцерковной ориентации советской властью были репрессированы. По моей инициативе церковным советом и верующими прихода в Ташкенте было написано прошение об освобождении епископа Войно-Ясенецкого. Я вел с верующими частные беседы, убеждал их в том, чтобы они не забывали Бога, ходили в церковь, молились Богу и не слушали атеистов-безбожников, ведущих борьбу с религией и православной церковью. С методами их борьбы я не согласен и рассматриваю эти методы как кощунство и гонение на Православную церковь».
С 17 октября 1929 году в заключении. С 30 октября 1929 года уволен за штат.
Как показывал на допросе в ГПУ 3 февраля 1933 года, с 1929 по 1931 годы «в связи с отсутствием вакантных должностей я находился за штатом и жил в Ташкенте».
11 августа 1931 года назначен епископом Троицким, викарием Челябинской епархии, но от назначения отказался.
С конца 1931 года — епископ Курганский.
Проживал в Троицке, где и был 19 ноября 1932 был арестован. 22 апреля 1933 года по обвинению организации и руководстве «к/р группировки церковников» и «антисоветской деятельности» приговорён к пяти годам ИТЛ и направлен в город Новосибирск для заключения в Сиблаг.
1 июля 1933 года был направлен спецконвоем из Сиблага в город Фрунзе, а 23 октября 1933 года переведён в среднеазиатское представительство ОГПУ в Ташкенте.
23 октября 1933 года тройка при ОГПУ изменила ему меру наказания, осудив уже на 10 лет. ОГПУ по Уралу шлёт телеграммы во Фрунзе и Ташкент, пытаясь выяснить «результаты по новому делу на Аверченко», но получает лишь выписку из решения тройки ОГПУ.
Дальнейшая судьба епископа Мелхиседека неизвестна. Скорее всего был расстрелян после начала «большого террора».